# Egil Åsman
Egil Åsman, även Egil Åsmann, född 20 juli 1928, död 3 februari 1984, var en norsk skådespelare och dansare.
Åsman var under 1950-talet engagerad vid Det Nye Teater, Det norske teatret, Edderkoppen Teater, Nationaltheatret och Folketeatret. Han var mellan 1960- och 1980-talen primärt engagerad vid Oslo Nye Teater. Han gjorde också ett fåtal film- och TV-teaterroller med debut 1954 i Olav Engebretsens I moralens navn.

## Filmografi
- 1954 – I moralens navn
- 1959 – 5 loddrett
- 1960 – Millionær for en aften (dansare)
- 1965 – Det angår ikke oss
- 1965 – Equilibrium – Det er meg du skal elske
- 1969 – 22 november – den store leiegården
- 1969 – I dag død, i morgen rosenrød